# Глобальний фонд для боротьби зі СНІДом, туберкульозом та малярією
Глобальний фонд для боротьби зі СНІДом, туберкульозом та малярією (англ. The Global Fund to Fight AIDS, Tuberculosis and Malaria; чи просто англ. the Global Fund) — міжнародна організація з фінансування та партнерства, яка має на меті «залучити, використати та інвестувати додаткові ресурси для припинення епідемій ВІЛ/СНІДу, туберкульозу та малярії для підтримки досягнення Цілей сталого розвитку, встановлених Організацією Об'єднаних Націй». Ця багатостороння міжнародна організація має свій секретаріат у Женеві, Швейцарія. Організація розпочала свою діяльність у січні 2002 року.